# オリバー・ウェンデル・ホームズ・シニア

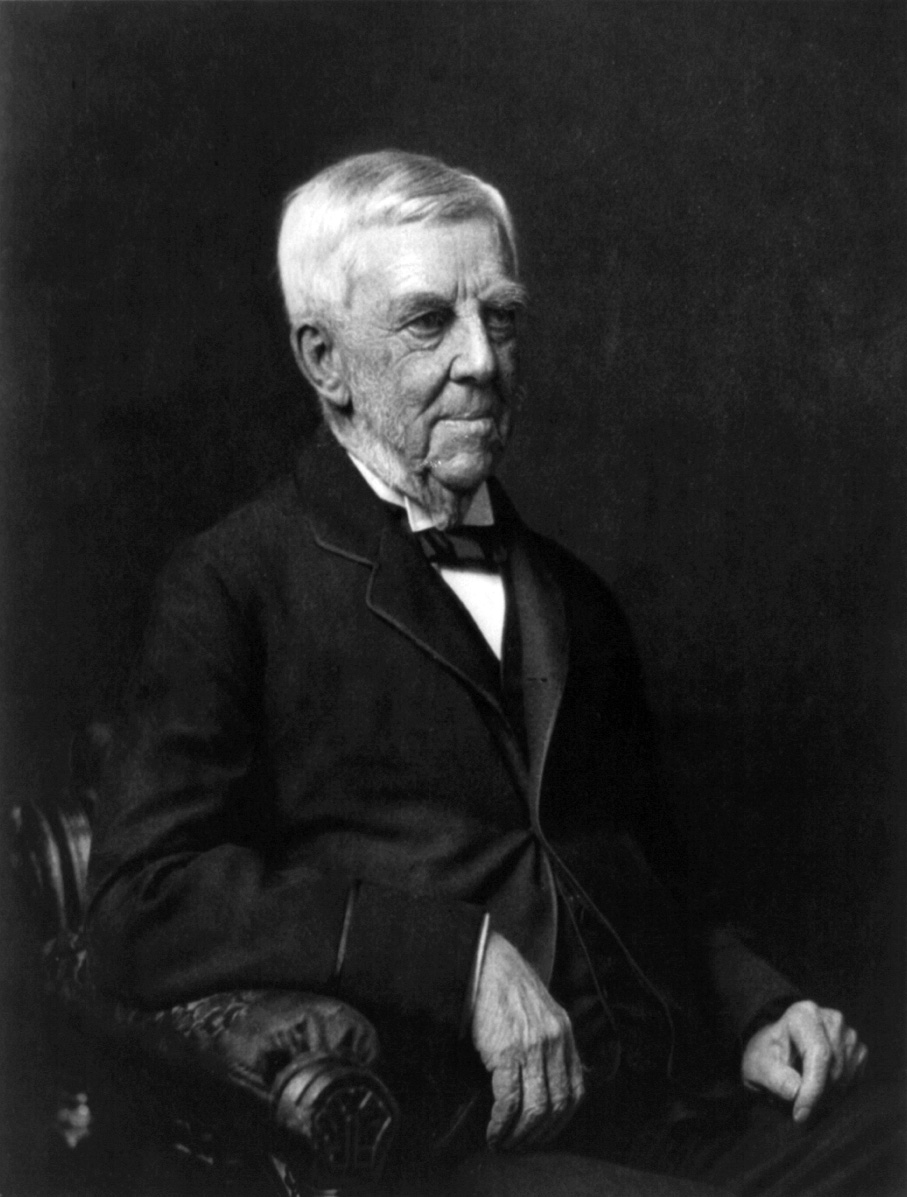
オリバー・ホームズ(1894年)

オリバー・ウェンデル・ホームズ・シニア（Oliver Wendell Holmes Sr, 1809年8月29日 - 1894年10月7日）は、アメリカ合衆国の作家、医学者。彼の代表作は『朝食テーブルの独裁者』(1858)を始めとする「朝食テーブル」シリーズであり、しばしば19世紀の最も優れた作家の一人として称される。また、著名な医学の改革者とも言われる。
同名の息子オリバー・ウェンデル・ホームズ・ジュニア(Oliver Wendel Holmes Jr)は法律家、アメリカ合衆国最高裁の名判事。

## 略歴
マサチューセッツ州ケンブリッジ・ミドルセックス生まれ。1836年にハーバード大学医学部を卒業して、1838年からダートマス医科大学院の教授を務め、1847年から母校のハーバード大学医学部の教授を務めた。

## 作品
- 朝食テーブルの独裁者
- 朝食テーブルの教授
- 朝食テーブルの詩人
- お茶をのみながら
- エルシー・ベナー
- 古い装甲艦
- 閉じこめられたノーチラス
- 牧師補の傑作
- エマソン伝